# Agrostis stewartii
Agrostis stewartii é uma espécie de gramínea do gênero Agrostis, pertencente à família Poaceae.